# 金氏幽灵蛛
金氏幽灵蛛（学名：Pholcus kimi）为幽灵蛛科幽灵蛛属的动物。在中国大陆，分布于云南等地，多见于洞穴。该物种的模式产地在云南。